# Borgerhout
Borgerhout è una località del Belgio fiammingo e costituisce un distretto della città di Anversa. Ha costituito un comune autonomo fino al 1983.